# Friedhof III (Gotha)

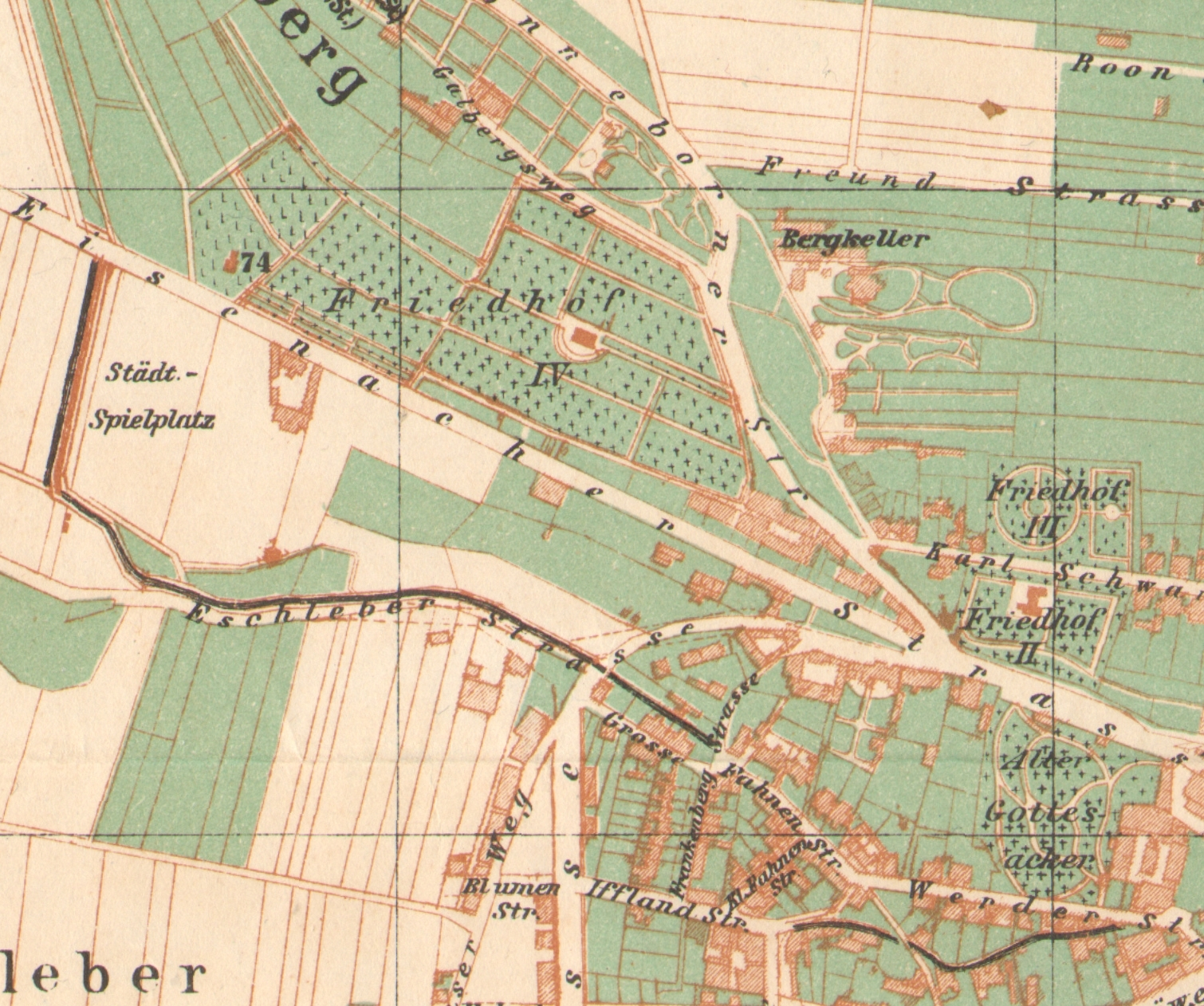
Auszug aus dem amtlichen Gothaer Stadtplan von 1905

Der Friedhof III (auch Oberer Gottesacker genannt) war einer der alten Friedhöfe der Stadt Gotha.

## Geschichte

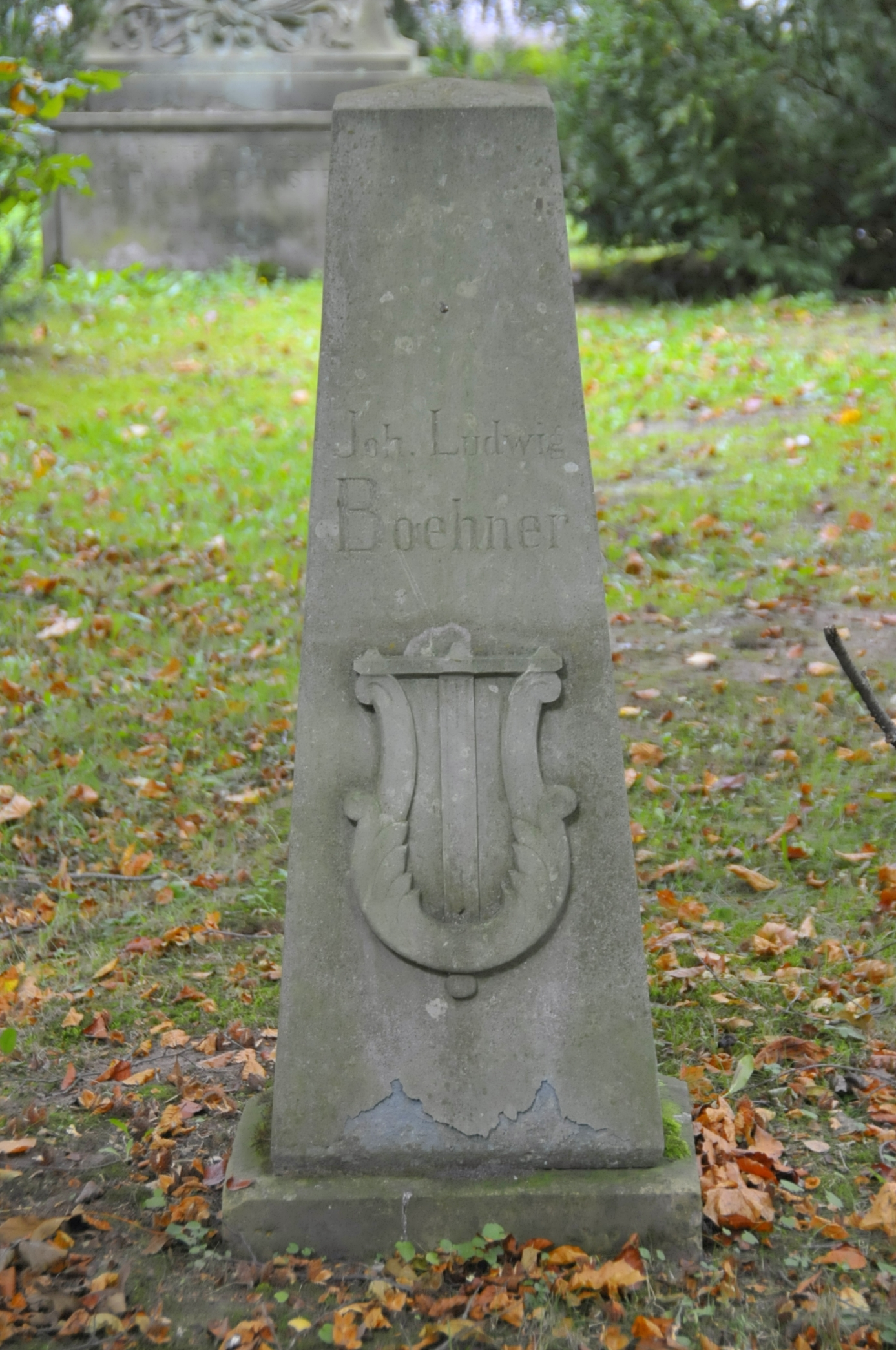
Der Grabstein Johann Ludwig Böhners steht heute auf dem Hauptfriedhof

Im Jahre 1843 wurde Friedhof III als nördliche Verlängerung des Friedhofes II oberhalb der damaligen Friedhofsstraße (seit 1893 Karl-Schwarz-Straße) angelegt. Da er auf dem ehemaligen Grundstück des Gärtners Gräfenhan entstand, wurde der Friedhof im Volksmund scherzhaft als Gräfenhans Gottesacker bezeichnet. Auf offiziellen Karten wurde er auch als Oberer Gottesacker verzeichnet. Auf ihm befanden sich etwa 260 Grabstätten.
Per Stadtratsbeschluss vom 15. Januar 1892 wurde der Friedhof aus Gründen der Gesundheitspolizei für Beerdigungen geschlossen, im Jahr darauf wurde die entlang der südlichen Begrenzungsmauer verlaufende Friedhofsstraße in Karl-Schwarz-Straße umbenannt.
1969 wurden alle Grabdenkmale abgeräumt. Lediglich der Grabstein Johann Ludwig Böhners wurde erhalten und später auf den Hauptfriedhof Gotha versetzt. Der einzige Grabstein des Friedhofes, der bis heute am originalen Ort steht, ist jener von Georg Friedrich Blödner (1803–1880) und seiner Gattin Susanne, geb. Brand (1806–1866), der dank seines Standortes direkt an der östlichen Friedhofsmauer erhalten blieb.
1968/69 legten die Schüler der nahen Arnoldischule und die Mitglieder des Sportvereins „Arnoldi 67“ auf dem ehemaligen Friedhofsgelände eine schuleigene Sportstätte an. Diese musste 1986 dem Bau einer Schwimmhalle weichen, die im November 2016 abgebrochen wurde.

## Gräber bedeutender Persönlichkeiten
Unter anderem fanden hier ihre letzte Ruhestätte:
- Johann Ludwig Böhner (1787–1860): hochbegabter Komponist, der auch als der „Thüringer Mozart“ bezeichnet wurde
- Gustav Hopf (1808–1872): Finanzrat und Direktor der Gothaer Lebensversicherungsbank
- Julius Hopf (1839–1886): Reichstagsabgeordneter und Generaldirektor der Gothaer Feuerversicherungsbank
- Therese Gayer (1819–1896): Gründerin des gleichnamigen Gothaer Frauenstiftes